# Gare de Shimada
La gare de Shimada (島田駅, Shimada-eki) est une gare ferroviaire de la ville de Shimada, dans la préfecture de Shizuoka au Japon. La gare est exploitée par la JR Central.

## Situation ferroviaire
La gare de Shimada est située au point kilométrique (PK) 207,8  de la ligne principale Tōkaidō.

## Historique
La gare de Shimada a été inaugurée le 16 avril 1889.

## Service des voyageurs

### Accueil
La gare dispose d'un bâtiment voyageurs, avec guichets, ouvert tous les jours.

### Desserte
- Ligne principale Tōkaidō :
  - voies 1 et 3 : direction Shizuoka et Numazu
  - voie 2 : direction Hamamatsu et Toyohashi